# Pírcing Christina
Un pírcing Christina, també conegut com a pírcing Venus, és un tipus de pírcing genital femení. Es col·loca on es troben els llavis majors amb la part inferior del mont de Venus.
El pírcing Christina té una alta taxa de rebuig (si la perforació no és prou profunda, la joia pot sortir del forat), i no és possible realitzar-lo a totes les dones degut a la variació anatòmica (si el mont de Venus i/o els llavis majors no estan prou desenvolupats, no es pot efectuar aquest pírcing). Depenent de l'anatomia, s'ha de fer com un pírcing superficial. Es produeixen dificultats addicionals a causa del canal de perforació relativament llarg i pel moviment i fricció constants, a més de ser susceptibles a la infecció.
Aquest pírcing, a diferència del pírcing al clítoris o el pírcing Nefertiti, no estimula sexualment a la seva portadora; només té un atractiu purament visual. Quan s'aplica pressió, com quan es posa pantalons ajustats, pot ser incòmode.
Normalment, s'utilitza com a joia un barbell o un barbell corbat (en forma de J o L) fet a mida per a reduir el risc de rebuig.
Generalment, la perforació cicatritza al cap de 3 o 4 mesos, però es poden produir complicacions durant la fase de cicatrització segons l'anatomia i la joia utilitzada, i la cicatrització es pot allargar fins als 6 mesos. Durant la cicatrització no s'ha de treure la joia durant l'afaitat o la depilació de la zona. Un cop cicatritzat, es pot treure la joia abans de l'afaitat o la depilació.
El pírcing Christina és d'origen contemporani. El primer pírcing Christina conegut es va realitzar als anys noranta. Com és una pràctica habitual en la indústria del pírcing, va rebre el nom de la primera destinatària del pírcing, una dona anomenada Christina. De vegades també s'anomena «Venus», un terme menys utilitzat, en referència a la seva col·locació en el mont de Venus.